# Bactrocera correcta
Bactrocera correcta är en tvåvingeart som först beskrevs av Mario Bezzi 1916.  Bactrocera correcta ingår i släktet Bactrocera och familjen borrflugor. Inga underarter finns listade.